# Via dei Fori Imperiali
Via dei Fori Imperiali (také jen Fori Imperiali či La Via dei Fori Imperiali) je promenáda v Římě, začínající na náměstí Piazza Venezia a končící u Kolosea. Nachází se v samém politickém a obchodním centru Říma.

## Historie
Poté, co se Řím stal hlavním městem Itálie v roce 1870, začala výstavba velkých pozemních komunikací, jako např. Corso Vittorio Emanuele II a Via Nazionale. Ulice spojující náměstí Piazza Venezia a Koloseum existovala v územních plánech města již v letech 1873, 1883 a 1909. Znovu se myšlenka ulice spojující tato dvě místa objevila v období fašismu. Původně byla během výstavby ulice pojmenována Via dei Monti, později byla přejmenována na Via dell'Impero.
Za celý projekt byl zodpovědný architekt Antonio Muñoz, za zeleň architekt Raffaele De Vico a Corrado Ricci za archeologický výzkum a vykopávky v průběhu pozemních prací. Via dei Fori Imperiali byla vybudována v letech 1924 až 1932 a byla inaugurována Benitem Mussolinim 28. října 1932 ku příležitosti desátého výročí pochodu na Řím. V roce 1945, po konci Druhé světové války, byla ulice přejmenována na Via dei Fori Imperiali, jak ji známe dnes.

## Současná podoba
Vedle ostatních fór je z ulice výhled na slavné památky, jako kostel Santa Maria di Loreto, Altare della Patria (česky Oltář vlasti), Trajánův sloup, Trajánova tržnice i samotné Koloseum.
V průběhu promenády jsou ke spatření bronzové sochy Caesara, Augusta, Nervy a Trajána z roku 1933. Všechny jsou situovány čelem k fóru. Po celé délce Via dei Fori Imperiali lze spatřit informační tabule na travertinových deskách znázorňující rozmach tehdejší Římské říše. Celé fórum je nasvíceno výrazným osvětlením, které je ikonické zejména ve večerních hodinách.